# Frederick Hamilton-Temple-Blackwood
Frederick Temple Hamilton-Temple-Blackwood (ur. 21 czerwca 1826 we Florencji, zm. 12 lutego 1902 w Cladeboye w dzisiejszej Irlandii Północnej) – brytyjski podróżnik, polityk, dyplomata i administrator kolonialny. W latach 1872–1878 gubernator generalny Kanady, a w latach 1884-1888 wicekról Indii.
Jako młody człowiek o arystokratycznych korzeniach był dość popularną osobą na dworze królowej Wiktorii. W 1841 r. po śmierci ojca uzyskał irlandzki tytuł 5. barona Dufferin i Claneboye (stąd na co dzień mówiono o nim jako o Lordzie Dufferin), a w 1850 r. uzyskał ogólnobrytyjski tytuł barona Clandeboye. W 1856 r. rozpoczął podróż po północnym Atlantyku, w czasie której odwiedził Islandię, Jan Mayen oraz Spitsbergen. Następnie opublikował książkę w formie pisanych w czasie wyprawy listów do matki, Letters From High Latitudes, która się popularnym dziełem podróżniczym.
W 1860 r. został wysłany z misją dyplomatyczną do Syrii, gdzie wszedł w skład międzynarodowej komisji mającej ustalić przyczyny wojny domowej między maronitami a druzami i muzułmanami. W pełni zrealizował przygotowane wcześniej w Londynie założenia (m.in nie dopuścił do powstania w Libanie państwa uzależnionego od Francji) i powrócił do kraju w glorii wytrawnego męża stanu. W 1862 r. za zgodą królewską dołączył do swojego nazwiska trzeci człon – Hamilton – będący nazwiskiem rodowym jego żony. W 1864 r. został wiceministrem ds. Indii, a dwa lata później wiceministrem wojny. W 1868 otrzymał nominację na Kanclerza Księstwa Lancaster. W 1871 r. został podniesiony do godności hrabiego, jako 1. hrabia Dufferin.
W 1872 r. Lord Dufferin został gubernatorem generalnym Kanady. Był znany ze swojego zamiłowania do licznych rozmów ze zwykłymi Kanadyjczykami, zarówno anglo- jak i francuskojęzycznymi (biegle operował oboma tymi językami) i podróży po całym tym dużym kraju. Za jego kadencji do Konfederacji Kanadyjskiej dołączyła Wyspa Księcia Edwarda. Również jego żona miała ambicje stać się prawdziwą pierwszą damą Kanady i towarzyszyła mężowi, gdy tylko mogła. Dufferin szybko stał się najpopularniejszym w społeczeństwie z trzech dotychczasowych gubernatorów generalnych Kanady jako dominium.
Po powrocie do Anglii znów stał się dyplomatą. W latach 1879–1881 był brytyjskim ambasadorem w Petersburgu, a potem od 1881 do 1884 w Stambule. W 1884 spełnił marzenie swojego życia i został wicekrólem Indii. Po czteroletniej kadencji powrócił do Europy, stał się 1. markizem Dufferin i Ava i został ambasadorem we Włoszech (1888-1891), a następnie we Francji (1891-1896). Następnie poświęcił się pracy naukowej na szkockich uczelniach, bez większego powodzenia próbował także sił w interesach. Zmarł w 1902 r. w swoich północnoirlandzkich dobrach rodowych.

## Wczesne lata życia
Przyszły lord Dufferin i Ava urodził się jako Frederick Temple Blackwood. Był synem Prince’a Blackwooda, 4. barona Dufferin i Claneboye, i Helen Sheridan, córki Thomasa Sheridana. Ze strony ojca Frederick był potomkiem szkockich osadników, którzy przenieśli się do irlandzkiego hrabstwa Down w XVII w. Blackwoodowie byli wielkimi posiadaczami ziemskimi o wielkich wpływach w okolicy. W 1763 r. zostali baronetami, a w 1800 r. parami Irlandii jako baronowie Dufferin i Claneboye. Dufferinowie mieli również wpływy w brytyjskiej Izbie Gmin, gdyż kontrolowali okręg wyborczy Killyleagh.
Frederick odebrał wykształcenie w Eton College i Christ Church na Uniwersytecie w Oksfordzie. Na studiach został przewodniczący Oxford Union Society. Uczelnię opuścił jednak po dwóch latach nauki nie zdobywając naukowego tytułu. Po śmierci ojca w 1841 r. został 5. baron Dufferin i Claneboye. W 1849 r. został Lordem-in-Waiting królowej Wiktorii. W 1850 r. otrzymał tytuł barona Claneboye w parostwie Zjednoczonego Królestwa, dzięki czemu zyskał prawo do zasiadania w brytyjskiej Izbie Lordów.
W 1856 r. Dufferin został przydzielony na szkuner Foam na którym odbył podróż przez północny Atlandtyk. Na początku odwiedził Islandię, gdzie zatrzymał się w Reykjavíku. Następnie odwiedził Þingvellir. W drodze powrotnej spotkał księcia Napoleona Józefa Bonaparte, który podróżował na północ. Podczas żeglugi na południe Dufferin przepływał obok wyspy Jan Mayen, ale nie wylądował na niej, gdyż uniemożliwiły mu to lody okalające wyspę. Następnie Foam popłynął do północnej Norwegii i po krótkim postoju w Hammerfest popłynął dalej na Spitsbergen. Po powrocie do Wielkiej Brytanii Dufferin opublikował książkę o swojej podróży zatytułowaną Letters From High Latitudes. Książka zyskała wielką popularność, przetłumaczoną ją nawet na francuski i niemiecki.

## Kariera w dyplomacji
Pomimo sukcesu Letters From High Latitudes Dufferin nie poświęcił się karierze pisarza, rozpoczął natomiast karierę polityczną. W 1860 r. otrzymał swoją pierwszą ważną misję. Został wysłany jako do Syrii, gdzie miał zostać brytyjskim reprezentantem w komisji mającej zbadać przyczyny wojny domowej między maronitami a druzami i muzułmanami. Lord Dufferin spełnił oczekiwania Londynu. Pomógł Turcji zachować kontrolę na Syrią i nie dopuścił do utworzenia w Libanie profrancuskiego państwa. W komisji był rzecznikiem interesów druzów. Ostateczne postanowienia przyjęte przez międzynarodową komisję były w znacznej mierze pomysłami Dufferina. Przewidywały one odseparowanie Libanu od reszty Syrii. Liban miał być zarządzany przez nie-Syryjczyka, który miał być chrześcijaninem.
Sukces dyplomatyczny Dufferina nie pozostał bez oddźwięku w ojczyźnie. W 1864 r. Dufferin został podsekretarzem stanu w ministerstwie ds. Indii. W 1866 r. został podsekretarzem stanu w ministerstwie wojny a w 1868 r. został Kanclerzem Księstwa Lancaster. W 1871 r. został kreowany hrabią Dufferin i wicehrabią Clandeboye w parostwie Zjednoczonego Królestwa.
9 września 1862 r. lord Dufferin zmienił swoje nazwisko dodając doń człon „Hamilton”. Niedługo potem, 23 października 1862 r., poślubił Hariot Rowan-Hamilton (5 lutego 1843 – 25 października 1936), córkę Archibalda Rowana-Hamiltona. 13 listopada 1872 r. dodał do nazwiska człon „Temple”. Frederick i Hariot mieli razem czterech synów i trzy córki:
- Archibald James Leofric Temple Hamilton-Temple-Blackwood (28 lipca 1863 – 11 stycznia 1900), hrabia Ava
- Helen Hermione Hamilton-Temple-Blackwood (1865 – 9 kwietnia 1941), dama Krzyża Wielkiego Orderu Imperium Brytyjskiego, żona Ronalda Munro-Fergusona, 1. wicehrabiego Novar, nie miała dzieci
- Terence John Temple Hamilton-Temple-Blackwood (16 marca 1866 – 7 lutego 1918), 2. markiz Dufferin i Ava
- Hermione Catherine Helen Hamilton-Temple-Blackwood (1869 – 19 października 1960), służyła jako pielęgniarka we Francji podczas I wojny światowej, odznaczona Medaille de Reconnaissance Francaise
- Ian Basil Gawaine Temple Hamilton-Temple-Blackwood (4 listopada 1870 – 3 lipca 1917)
- Victoria Alexandrina Hamilton-Temple-Blackwood (1873 – 1938), żona Williama Plunketa, 5. baron Plunket, i pułkownika Francisa Powella Braithwaite'a, miała dzieci z pierwszego małżeństwa
- Frederick Temple Hamilton-Temple-Blackwood (26 lutego 1875 – 21 lipca 1930), 3. markiz Dufferin i Ava

Wkrótce po ślubie Dufferin musiał stawić czoło towarzyskiemu skandalowi, kiedy jego matka poślubiła o 17 lat od niej młodszego lorda Gifforda, który jednak zmarł kilka tygodni po ślubie. Mimo dezaprobaty dla drugiego małżeństwa matki Dufferin bardzo przeżył jej śmierć w 1867 r. Na cześć matki wybudował wówczas Helen's Tower na posiadłości Cladeboye. Jej imieniem nazwał również położoną niedaleko zatokę (Helen's Bay).

## Gubernator generalny Kanady
Po śmierci matki kariera Dufferina nabrała rozpędu. W 1868 r. objął stanowiska Kanclerza Księstwa Lancaster i Paymaster-Generał w rządzie Williama Ewarta Gladstone’a. W 1872 r. otrzymał nominację na trzeciego gubernatora generalnego Kanady. Na tym stanowisko pozostawał przez 6 lat, które były ważnym okresem w historii Kanday. Do kanadyjskiej federacji przyłączyła się wówczas Wyspa Księcia Edwarda. Powstał również kanadyjski Sąd Najwyższy, Royal Military College of Kanada oraz rozpoczęto budowę międzynarodowej linii kolejowej. Sam Dufferin uważał, że dwaj jego poprzednicy nie nadali urzędowi gubernatora takiej pozycji na jaką zasługiwał. On sam odgrywał aktywną rolę na kanadyjskiej scenie politycznej. Starał się jak najczęściej spotykać z Kanadyjczykami. Kontakt z miejscową ludnością ułatwiała mu znajomość języka francuskiego. Podczas swojej kadencji odwiedził wszystkie kanadyjskie prowincje, był również pierwszym gubernatorem, który złożył wizytę w Manitobie.
Lord Dufferin zaangażował się w kanadyjską politykę na ile pozwalały mu na to jego kompetencje. Starał się wpływać na prace ministrów. Jeśli uznał, że ich polityka jest błędna namawiał ich do jej zmiany. Starał się również mieć wpływ na działania parlamentu. W budynkach parlamentu założył Biuro Gubernatora Generalnego. Ponieważ jako przedstawiciel królowej nie miał wstępu do kanadyjskiej Izby Gmin obrady tej izby obserwowała jego żona, która zdawała później mężowi relacje z poczynań deputowanych. Po wybuchu Pacific Scandal, kiedy liberalna opozycja zarzuciła konserwatywnemu rządowi Johna Macdonalda o nieprawidłowości finansowe przy budowie Kolei Transkanadyjskiej, Dufferin doprowadził do uzyskania przez liberałów większości w Izbie i upadku rządu Macdonalda.
W 1873 r. Dufferin ustanowił Medal Akademicki Gubernatora Generalnego (Governor General's Academic Medal), który miał być nadawany najlepszym kanadyjskim studentom. Do dziś pozostał on najwyższym odznaczeniem, jakie może dostać student. Do tej pory odznaczono nim 50 000 osób. Dufferin ustanowił również wiele nagród sportowych, m.in. za strzelectwo i curling.
Za kadencji Dufferina przebudowano Rideau Hall, oficjalną rezydencję gubernatora generalnego. W 1873 r. dodano tam salę balową. Na należących do Rideau Hall gruntach Dufferin kazał zbudować lodowisko, koszt którego (1 624,95 kanadyjskich dolarów) pokrył z własnej kieszeni. Otwarcie Rideau Hall dla Kanadyjczyków uczyniło z rezydencji gubernatora ważne miejsce życia towarzyskiego Dominium. Dufferin jako drugiej rezydencji używał Cytadeli w Quebecu. Kiedy władze tego miasta rozpoczęły rozbiórkę murów miejskich, interwencja Dufferina doprowadziła to przerwania wyburzania i rozpoczęcia procesu konserwacji murów, które w latach 80. XX w. wpisano na listę światowego dziedzictwa UNESCO. W Quebecu Dufferin położył również kamień węgielny pod budowę Dufferin Terrace, plac widokowy z widokiem na rzekę św. Wawrzyńca.
Popularność jaką lord Dufferin zdobył w Kanadzie odzwierciedla liczba szkół, ulic i budynków publicznych nazwanych jego imieniem. Dufferin jest szczególnie dobrze pamiętany w Manitobie, którą odwiedził wraz z małżonką we wrześniu 1877 r. Jego pomnik stoi przed legislaturą tej prowincji.

## Rosja i Turcja
Po zakończeniu kadencji gubernatora w 1878 r. Dufferin powrócił do Wielkiej Brytanii i ponownie podjął pracę w dyplomacji. W 1879 r. został ambasadorem w Rosji. W Petersburgu przebywał do 1881 r., kiedy został ambasadorem w Stambule. Był nim do 1884 r. Chociaż w przeszłości był związany z Partią Liberalną obecnie toczył spory z liderem liberałów Gladstonem, z którym różnił się w poglądach m.in. na kwestię irlandzką. Stanowisko ambasadora w Rosji przyjął od konserwatywnego premiera Beaconsfielda.
Dwa lata spędzone w Petersburgu nie obfitowały w ważne wydarzenia polityczne i dyplomatyczne, więc dziennik Dufferina koncentruje się głównie na sprawach towarzyskich. Podczas pobytu w Rosji Dufferin zaczął zabiegać o uzyskanie swojej wymarzonej posady, wicekróla Indii. Stanowisko to otrzymał jednak bliski współpracownik Gladstone’a, lord Ripon, który jako katolik nie mógł zostać członkiem brytyjskiego gabinetu. Dufferin natomiast w 1881 r. został przeniesiony na placówkę do Stambułu.
Podczas urzędowania Dufferina w Turcji, w odpowiedzi na rozruchy w Aleksandrii, gdzie zginęło 50 cudzoziemców, wojska brytyjskie, pod pretekstem „przywrócenia prawa i porządku” zajęły Egipt, który był częścią Imperium Osmańskiego. Dufferinowi udało się przekonać władze tureckie do nieinterweniowania w Egipcie. Sprzeciwiał się również egzekucji Orabiego Paszy, który dowodził antybrytyjskim ruchem oporu, gdyż uważał, że jego śmierć umocni egipski opór. Ostatecznie Orabiego zesłano na Cejlon. W 1882 r. Dufferin pojechał do Egiptu jako brytyjski komisarz, aby mieć pieczę nad organizacją władz tego kraju. Opracował wtedy raport w którym zawarł plany modernizacji Egiptu. Działania brytyjskiej administracji w następnych latach opierały się w dużej mierze na pomysłach Dufferina.

## Wicekról Indii
Doświadczenia Dufferina w Rosji i Turcji zaowocowały w 1884 r. Kiedy ekspansywna polityka rosyjska w Azji Środkowej zagroziła brytyjskim Indiom Dufferin otrzymał upragnioną nominację na wicekróla Indii. Dufferina czekało trudne zadania pogodzenia interesów dwóch grup społecznych. Jego poprzednik, lord Ripon, cieszył się wielką popularnością wśród Hindusów, zraził natomiast do siebie Anglo-Hindusów brakiem zdecydowanych reform. Dufferinowi udało się pozyskać sobie obie grupy. Za jego rządów powstał nacjonalistyczny Indyjski Kongres Narodowy (1885 r.), powołano również do życia armię indyjską.
Ważne miejsce w polityce gubernatora zajmowały sprawy zagraniczne. Skutecznie działał podczas kryzysu jaki wywołało w 1885 r. wkroczenie wojsk rosyjskich do Afganistanu. W 1886 r. do brytyjskich Indii przyłączono Górną Birmę. W 1888 r. opublikował tzw. „raport Dufferina” (Raport o kondycji klas niższych populacji Bengalu). Wytknął tam biedę Bengalu, co zostało wykorzystane przez nacjonalistów jako odpowiedź na głoszone przez Anglo-Hindusów tezy o dobrobycie jaki dla najbiedniejszych przyniosły rządy brytyjskie. Dufferin postulował również utworzenie prowincjonalnych ciał przedstawicielskich, co pokrywało się z żądaniami Kongresu. W tym roku jego kadencja w Indiach dobiegła końca.

## Ostatnie lata
Po powrocie z Indii Dufferin wrócił do pracy w służbie dyplomatycznej. Jeszcze w 1888 r. został ambasadorem w Rzymie. 17 listopada otrzymał parowskie tytuły markiza Dufferin i Ava oraz hrabiego Ava. W 1891 r. został ambasadorem w Paryżu. W 1892 r. otrzymał honorowy urząd lorda strażnika Pięciu Portów. Po powrocie do kraju w 1896 r. Dufferin został przewodniczącym Królewskiego Towarzystwa Geograficznego oraz rektorem uniwersytetów w Edynburgu i St Andrews.
Dufferin żył ponad swój stan i często popadał w długi. W 1875 r. sięgnęły one sumy 300 000 funtów szterlingów i Dufferin musiał zastawić swoje dobra ziemskie. W 1897 r. trudna sytuacja finansowa skłoniła go do zakupu udziałów London and Globe Finance Corporation. W 1900 r. akcje firmy spadły, a ona sama ogłosiła upadłość. Dufferin stracił więc wszystkie zainwestowane pieniądze.
Niedługo po tym finansowym niepowodzeniu nadeszła wieść, że najstarszy syn Dufferina zginął podczas II wojny burskiej. Dufferin powrócił więc do swojej rodowej rezydencji Clandeboye. Stan jego zdrowia wkrótce się pogorszył i markiz zmarł 12 lutego 1902 r.